# الميدالية العظمى لأكاديمية العلوم
تُمنح الجائزة الكبرى للأكاديمية الفرنسية للعلوم ، التي تأسست عام 1997 ، سنويًا للباحث الذي ساهم بشكل حاسم في تطوير العلوم. إنها أرقى جوائز الأكاديمية ، وتُمنح في مجال مختلف كل عام.
نتج إنشاءها عن الجمع بين جائزة Lalande للأكاديمية الفرنسية الأصلية للعلوم لعام 1802 مع جائزة Benjamin Valz Foundation في 1970 ثم مع 122 جائزة مؤسسة أخرى في عام 1997.

## الفائزون
- 2021 - كاتالين كاريكو ، الكيمياء الحيوية [3]
- 2018 - جوسلين بيل بورنيل ، الفيزياء الفلكية [4]
- 2016 - الكسندر فارشافسكي ، الكيمياء الحيوية [5]
- 2015 - لم تمنح
- 2014 - جويل ليبوويتز ، الفيزياء والرياضيات [6]
- 2013 - جوان أ. ستيتز ، الكيمياء الحيوية [7]
- 2012 - عدي شامير ، تشفير
- 2011 - أفلينو كورما كانوس ، الكيمياء [8]
- 2010 - مايكل عطية ، رياضيات
- 2009 - روبرت واينبرج ، أبحاث السرطان
- 2008 - سوزان سليمان ، كيمياء الغلاف الجوي
- 2007 - توماس هوكفيلت الذي درس النواقل العصبية واكتشف دورها في الاكتئاب
- 2006 - بيتر جولدريتش ، عالم الفيزياء الفلكية النظرية وعالم الكواكب
- 2005 - رونالد م. إيفانز درس مستقبلات الهرمونات والتحكم في التعبير الجيني
- 2004 - ديفيد جروس ، أحد مؤسسي الديناميكا اللونية الكمومية والنموذج القياسي
- 2003 - ديفيد دي ساباتيني ، المخترع المبكر لتقنيات المجهر الإلكتروني للبيولوجيا الخلوية ، مكتشف إشارات الببتيدات
- 2002 - اكتشف ريتشارد جاروين انتهاك التكافؤ في تسوس بيون
- 2001 - ألبرت إشنموسر ، كيمياء عضوية
- 2000 - روبرت لانجلاندز ، رياضيات
- 1999 - رينيه توماس ، علم الأحياء الجزيئي
- 1998 - ليو كادانوف ، الفيزياء
- 1997 - جوزيف شيل ، البيولوجيا الجزيئية للنباتات